# Adria Arjona
Adria Arjona Torres (San Juan, Puerto Rico, 25 d'abril de 1992) és una actriu establerta als Estats Units. Va interpretar el paper de Dorothy Gale a l'adaptació del llibre d'Oz Emerald City i el paper d'Anathema Device a l'adaptació televisiva de Good Omens. Ha interpretat papers secundaris a les pel·lícules Pacific Rim: Uprising, Life of the Party, Triple Frontier, 6 Underground i Morbius.

## Primers anys
Arjona va néixer a San Juan, Puerto Rico, i va viure a Ciutat de Mèxic fins als dotze anys. La seva mare, Leslie Torres, és porto-riquenya, i el seu pare, Ricardo Arjona, és un cantautor guatemalenc. Quan era petita, el seu pare la portava a les seves excursions i viatjava sovint. Als 12 anys, es va traslladar a Miami i hi va viure fins als 18 anys, quan es va traslladar a la ciutat de Nova York pel seu compte. Allà va treballar com a cambrera i hostessa mentre estudiava interpretació al Lee Strasberg Theatre and Film Institute.

## Carrera
Els seus primers papers inclouen Emily a la segona temporada de la sèrie de televisió antologia True Detective i Dani Silva en dos episodis de la sèrie de televisió Person of Interest, ambdues el 2015. Més tard va protagonitzar Emerald City com a Dorothy Gale i va interpretar a Anathema Device a la minisèrie Good Omens.
Arjona va aparèixer com un personatge secundari a la pel·lícula Triple Frontier estrenada el març de 2019 i més tard un paper protagonista a la pel·lícula 6 Underground, estrenada el desembre de 2019.
El 2021, Arjona va protagonitzar Sweet Girl de Netflix al costat de Jason Momoa.
El desembre de 2018, Arjona va entrar en negociacions en el spin-off de Sony Morbius per interpretar la protagonista femenina de la pel·lícula, Martine Bancroft; la seva implicació es va confirmar a finals de gener.
El 2020, Arjona va protagonitzar la campanya publicitària de la fragància My Way de Giorgio Armani.
L'abril de 2021, es va confirmar que Arjona protagonitzaria amb Andy Garcia el remake de Warner Bros. de Father of the Bride, que s'explica a través de les relacions en una gran família cubano-americana.
L'agost de 2020, va ser elegida per aparéixer a la sèrie de Star Wars Andor a Disney+, que es va estrenar el 2022.

### Propers projectes
L'octubre de 2021, es va anunciar que havia de protagonitzar i ser la productora executiva de la pel·lícula dramàtica Los Frikis escrita i dirigida per Tyler Nilson i Michael Schwartz. També protagonitzarà Pussy Island, que marca el debut com a directora de Zoë Kravitz.